# Melanaphis zhanhuaensis
Melanaphis zhanhuaensis är en insektsart som beskrevs av Zhang, L.-k., Qiao och G.-x. Zhang 2001. Melanaphis zhanhuaensis ingår i släktet Melanaphis och familjen långrörsbladlöss. Inga underarter finns listade i Catalogue of Life.